# Agence européenne de défense
Pour les articles homonymes, voir AED.
L’Agence européenne de défense (AED) est une agence européenne créée le 12 juillet 2004, qui vise à soutenir les efforts de défense de l'Union européenne. Le statut, le siège et les modalités de fonctionnement de l'Agence européenne de défense sont définis par la décision (PESC) 2015/1835 du Conseil du 12 octobre 2015.

## Histoire

Les pays membres de l'agence depuis 2013

### Création, membres
Le Conseil de l'Union européenne a adopté une action commune établissant les principes de fonctionnement d'une Agence européenne de défense, prévue par le projet de traité constitutionnel de la Convention sur l'avenir de l'Europe (2002-2003) puis confirmé par le Conseil européen de Thessalonique en juin 2003.
L’Agence relevait d'une idée ambitieuse : être la courroie de transmission qui devait permettre de développer des programmes d’armement européens en partant de l’identification des capacités militaires nécessaires à l’Union européenne en passant par l’organisation de l’industrie d’armement européenne et par la recherche commune de défense. 
En 2017, les fonctions de l’AED sont renforcées, avec l’adoption de l’examen à long terme 2016-2017. L’Agence est consolidée en tant qu’instrument intergouvernemental de hiérarchisation des priorités de l'UE et comme plateforme de coopération pour les Etats membres souhaitant développer conjointement leurs capacités de défense. 
L'AED, le Service européen pour l'action extérieure (SEAE) et le Comité militaire de l'Union européenne (CMUE) forment le secrétariat de la coopération structurée permanente (CSP) depuis 2017. 
En rejoignant officiellement l'Agence, le 23 mars 2023, le Danemark est devenu le 27ème et dernier Etat Membre de l'AED. La Norvège, la Suisse, la Serbie, l'Ukraine et les États-Unis ont signé des accords administratifs de coopération spécifiques avec l'AED,, mais ne sont pas comptabilisées dans les statistiques annuelles concernant la défense.

### Gouvernance
L'agence a d'abord été placée sous l'autorité de Javier Solana, Secrétaire général à la fois du Conseil de l'Union européenne (UE) et de l'Union de l'Europe occidentale (UEO), et Haut responsable pour la politique étrangère et de sécurité commune (PESC).
Depuis le 1er décembre 2009, dans le cadre de l'application du Traité de Lisbonne, c'est le Haut Représentant de l'Union pour les affaires étrangères et la politique de sécurité, qui la dirige.
La première présidente a été Catherine Ashton, suivie de 2014 à 2019 par Federica Mogherini, puis Josep Borrell de 2019 à 2024, Kaja Kallas est la présidente depuis 2024. 
De février 2015 à janvier 2020, l'Agence est dirigée par l'Espagnol Jorge Domecq. L'ambassadeur et ancien ministre tchèque Jiří Šedivý, lui succède en mai 2020.

## Direction
Chefs de l'AED :
- Javier Solana : 2004-2009
- Catherine Ashton : 2009-2014
- Federica Mogherini : 2014-2019
- Josep Borrell : 2019-2024
- Kaja Kallas : 2024 -

Chefs exécutifs de AED :
- Nick Witney : 2004-2007
- Alexander Weis (de) : 2007-2011
- Claude-France Arnould : 2011-2015
- Jorge Domecq : 2015 - 2020
- Jiří Šedivý : depuis 2020

## Moyens
Ses moyens sont très modestes par rapport aux missions confiées à l'agence. Au 31 décembre 2014, l'Agence employait 126 personnes.
| Année | Budget (en millions d'€) | Dépenses (en millions d'€) |
| ----- | ------------------------ | -------------------------- |
| 2004  | 1,9                      | 0,4                        |
| 2005  | 21,2                     | 20,7                       |
| 2006  | 22,3                     | 18,8                       |
| 2007  | 22,1                     | 21,5                       |
| 2008  | 32,0                     | 26,2                       |
| 2009  | 29,561                   | nc                         |
| 2010  | 30,531                   | nc                         |
| 2011  | 30,531                   | nc                         |
| 2012  | 30,531                   | nc                         |
| 2013  | 30,531                   | nc                         |
| 2014  | 30,531                   | nc                         |
| 2015  | 30,531                   | nc                         |

## Organisation
L'Agence européenne de défense est actuellement structurée en quatre directions :
- La direction des Capacités, de l'Armement et de la Planification (CAP) soutient le développement du paysage européen de la défense en intégrant les activités de l'AED dans le plan de développement des capacités (CDP), l'examen annuel coordonné de la défense (CARD) et dans la Coopération structurée permanente (CSP). De même, la direction CAP identifie, planifie et propose des champs de collaboration, en s'appuyant sur les priorités de développement des capacités de l'UE et sur les besoins des États membres ;
- La direction Recherche Technologie et Innovation (RTI) favorise la recherche dans le domaine de la défense, au niveau de l'UE. Basée sur l'agenda Stratégique Global de Recherche (OSRA), la direction coordonne et planifie des activités de recherche conjointes et l'étude de solutions techniques pour répondre aux besoins opérationnels futurs ;
- La direction Synergies Industrielles et Facilitateurs (ISE) appuie les activités essentielles au développement de capacités de défense conjointes en Europe. En plus d'identifier les secteurs de collaboration pour les États membres, la direction ISE collabore avec l'industrie. De même, elle évalue les implactions des politiques de l'UE et comportements de l'industrie, sur le secteur de la défense ;
- La division Corporate Services assure les fonctions administratives de l'Agence dans différents domaines: ressources humaines, contractualisation, service juridique...

## Dans les traités
L'agence européenne de défense faisait l'objet de l'article I-41 du projet de Traité constitutionnel européen.
Elle est mentionnée à l'article 45 du Traité sur l'Union européenne, introduit par le traité de Lisbonne.

## Chiffres de la défense
Les 27 États membres de l'agence européenne de défense (Union européenne sauf le Danemark) ont, en 2006, un budget de la défense global de 202 milliards d'euros en monnaie courante, soit 218 milliards en monnaie constante équivalent à 1,78 % du PNB combinée des États nombres. En 2013, il est de 186 milliards d'euros soit une baisse de 15 % depuis 2006 équivalent à 1,45 % du PNB. Les budgets globaux des États membres passant sur la même période de 5 760 à 6 284 milliards d'euros constants.
Les effectifs globaux des armées étaient en 2006 de 1 942 342 militaires et 384 827 civils soit un total de 2 425 169 personnes. En 2013, ils sont de 1 435 693 militaires, 407 645 civils soit un total de 1 842 938 personnes. Soit une baisse de 26 % du nombre de militaires et de 16 % du nombre de civils travaillant pour la défense,.
En 2021, les dépenses européennes de défense ont atteint 214 milliards d'euros, marquant une augmentation de 6 % par rapport à 2020.
Le parc matériel a été également fortement réduit dans l’immense majorité des États d'Europe ; pour les membres de l’AED appartenant à l’Organisation du traité de l'Atlantique nord – tous sauf Chypre, Croatie, Finlande, Irlande, Suède et Malte – le nombre de véhicules blindés armés d’un canon de plus de 75 mm passent de 9 595 au 1er janvier 2010 à 7 646 au 1er janvier 2015. Le nombre d'hélicoptères de combat passe durant la même période de 1 087 à 836, celui des avions de combat de 3 150 à 2 483.
En 1990, l'Europe de l'Ouest disposait de 2,7 millions de militaires, sans compter l'Europe de l'Est, les pays membres du Pacte de Varsovie hors URSS, entre autres, disposant d'un million d'hommes. La fin de la guerre froide est la principale cause de ce désarmement.

## Protection environnementale
Les armées comptent parmi les entités les plus consommatrices d'énergie. La facture énergétique des forces armées européennes se compte en milliards d'euros.
En 2016, la commission européenne a lancé un processus de consultation sur l'efficience énergétique et les énergies renouvelables (solaire, éolien, batteries rechargeables...) dans le secteur européen de la sécurité et de la défense. Cette consultation a été ouverte par Jorge Domecq (de l'EDA), Miguel Arias Cañete (commissaire européen à l'énergie et au climat) et Dominique Ristoriour (direction générale de la Commission européenne pour l'énergie), au sein d'un  "Forum de consultation". Ce dernier a 2 ans pour traiter 3 thèmes via des réunions d'experts (universitaires notamment) et de représentants des administrations nationales et des forces armées, et de l'industrie :
1. la gestion de l'énergie ;
2. l'efficacité énergétique ;
3. l'énergie renouvelable.

En 2021, l'Agence lance L'Incubation Forum on Circular Economy in European Defence (IF CEED). Regroupant des chercheurs, industriels et ministères de la Défense des États membres de l'UE, le forum a pour objectif d'initier et mettre en œuvre des projets transnationaux promouvant les principes de l'économie circulaire dans le secteur de la défense européenne.

## Sources

## Compléments